# Jordi Bruguera i Talleda
Jordi Bruguera i Talleda (Barcelona, 1926 – 2010) fou un lingüista català, llicenciat en filologia romànica a la Universitat de Múnic i en filologia catalana a la Universitat de Barcelona. Ingressà el 1944 com a monjo en el monestir de Montserrat amb el nom de Justí, i el 1952 fou ordenat prevere, si bé se secularitzà el 1986. Fou director de l'editorial Abadia de Montserrat entre 1954 i el 1961, i director literari de La Bíblia de Montserrat (1957-70), encarregant-se també de la traducció d'alguns llibres bíblics. Fou membre de l'Associació Internacional de Llengua i Literatura Catalanes i de la Société de Linguistique Romane.
Al llarg de la seva vida, excercí la docència com a professor de català al Monestir de Montserrat, a la Universitat Autònoma de Barcelona (1984-85), com a professor a l'Institut Catòlic d'Estudis Socials des del 1976. Entre 1986 i 2003, fou assessor lingüístic del Grup Enciclopèdia Catalana. Destacà per la publicació de diversos treballs que tracten de la història de la llengua i la lexicologia com és el cas d'Història del lèxic català, publicat el 1985.

## Publicacions

### Lingüística
- Història del lèxic català, Barcelona: Enciclopèdia Catalana, 1985
- Homilies d'Organyà. Introducció i versió adaptada al català modern i glossari, Barcelona: Fundació Revista de Catalunya, 1989
- Diccionari ortogràfic i de pronúncia Barcelona : Enciclopèdia Catalana, 1990 [moltes reedicions i reimpressions]
- Llibre dels fets del rei En Jaume. Estudi filològic i lingüístic i vocabulari integral; text i glossari (tesi doctoral en 2 volums, 1991)
- Diccionari etimològic (amb la col·laboració d'Assumpta Fluvià i Figueras), Barcelona: Enciclopèdia Catalana, 1996
- Diccionari de dubtes i dificultats del català (amb la col·laboració de Josep Torras), Barcelona: Enciclopèdia Catalana, 2000
- Diccionari de la formació de mots, Barcelona: Enciclopèdia Catalana, 2006
- Introducció a l'etimologia, Barcelona: Societat Catalana de Llengua i Literatura, 2008

### Altres
- "Qüestions de vida cristiana". Setze anys d'una reflexió cristiana a Catalunya (1974)